# Antonino di Prampero
Antonino di Prampero (Udine, 1º aprile 1836 – Roma, 27 dicembre 1920) è stato un politico e militare italiano.

## Biografia
Nato a Udine nel 1836 da Giacomo e Vittoria Tartagna, studiò presso l'Accademia militare di Ivrea e giurisprudenza all'Università di Bologna. Si batté per l'unità d'Italia, combattendo nella Seconda e nella Terza guerra d'indipendenza e ottenendo alcuni riconoscimenti, tra i quali una medaglia d'argento al valor militare, per la battaglia di Castelfidardo, ed una di bronzo per l'assedio di Gaeta. Liberale, fu il primo deputato della Camera in rappresentanza di Udine, subito dopo l'annessione al regno, nel 1866, e nel 1890 fu nominato senatore. Ricoprì anche diverse cariche in Friuli, tra cui spicca quella di sindaco di Udine tra il 1871 e il 1878 e tra il 1900 e il 1901. Dei cinque figli, ne perse due a causa della Grande guerra. Nominato vicepresidente del senato nel 1918, morì due anni dopo.